# Le Renard des marais
Pour les articles homonymes, voir Renard (homonymie).
Le Renard des marais (The Swamp Fox) est une série télévisée américaine en huit épisodes de 45 minutes en couleurs, diffusée du 23 octobre 1959 au 15 janvier 1961 sur le réseau ABC.
En France, la série a été diffusée du 25 avril au 13 juin 1987 sur FR3, puis rediffusée du 15 juin au 3 août 1988 sur FR3.

## Synopsis
En 1780 l'indépendance des États-Unis reste à consolider. Le général Francis Marion (1732-1795) — dont la ruse lui a valu de la part des Britanniques le surnom de « renard des marais » — lutte avec ses hommes afin de débarrasser la jeune république des « tuniques rouges » (les soldats britanniques) qui contrôlent encore certains territoires des ex-colonies.

## Fiche technique
- Titre original : The Swamp Fox
- Titre français : Le Renard des marais
- Réalisateur : Harry Keller, Louis King
  - Assistant réalisateur : Robert G. Shannon, Ray Gosnell
- Scénariste : Lewis R. Foster d'après un roman de Dr Robert Bass
- Photographie : Philip Lathrop, Floyd Crosby, Lucien Ballard, Gordon Avil
- Directeur artistique : Marvin Aubrey Davis, William H. Tuntke
- Montage : Robert Stafford, Cotton Warburton
- Musique : William Lava, Frank J. Worth
  - Chansons : Buddy Baker, Lewis R. Foster
- Décors : Emile Kuri, Hal Gausman, William L. Stevens
- Costumes : Chuck Kheene
- Maquillage: Pat McNalley
- Coiffure : Ruth Sandifer
- Producteur : James Pratt, Bill Anderson, Ron Miller (associé)
- Responsable de production : Roy Wade
- Société de production : Walt Disney Productions
- Pays d'origine : États-Unis

Sauf mention contraire, les informations proviennent des sources suivantes : John West et IMDb

## Distribution
- Leslie Nielsen : le général Francis Marion, alias « le Renard des marais »
- Jordan Whitefield : Oscar

Pour la saison 1 :
- John Sutton : le colonel Banastre Tarleton
- Myron Healey : le major Peter Horry

Pour La Naissance du Renard des marais et Frère contre frère :
- Joy Page : Mary Videau
- Tim Considine : Young Gabe
- Dick Foran
- Richard Erdman
- John Anderson
- Mary Field
- Louise Beavers
- Chuck Roberson
- Patrick Macnee : un capitaine britannique
- Parley Baer
- John Alderson

Pour La Vengeance des Tory :
- Barbara Eiler : Mary Videau
- Tim Considine : Young Gabe
- Henry Daniell
- Dorothy Green
- Sherry Jackson
- Rhys Williams
- J. Pat O'Malley
- James Anderson
- Slim Pickens
- Hal Stalmaster
- Clarence Muse

Pour La Stratégie des tuniques rouges et Une affaire de trahison
- Robert Douglas : le général Cornwallis
- Barbara Eiler : Mary Videau
- Henry Daniell
- Dorothy Green
- J. Pat O'Malley
- Louise Beavers
- Hal Stalmaster
- Donald Randolph
- Slim Pickens
- Eleanor Audley
- Mary Field
- Clarence Muse
- George N. Neise
- Robin Hughes
- Alan Caillou

Pour la saison 2 :
- Barbara Eiler : Mary Videau
- Arthur Hunnicutt
- Sean McClory
- Ralph Clanton
- J. Pat O'Malley
- James Seay
- Richard Lupino
- Charles Briggs
- Arthur Space

Source : John West et IMDb

## Épisodes

### Première saison (1959-1960)
1. La Naissance du Renard des marais (The Birth of the Swamp Fox)
2. Frère contre frère (Brother Against Brother)
3. La Vengeance des Tory (Tory Vengeance)
4. Règlements de comptes (Day of Reckoning)
5. La Stratégie des tuniques rouges (Redcoat Strategy)
6. Une affaire de trahison (A Case of Treason)

### Deuxième saison (1961)
1. La Femme courageuse (A Woman's Courage)
2. Des chevaux pour le Général Greene (Horses for Greene)

## Origine et production
Le scénario de Lewis R. Foster est basé sur un roman du Dr Robert Bass. Le directeur artistique Marvin Aubrey Davis a eu pour tâche de transformer le Disney's Golden Oak Ranch situé au nord de Los Angeles et acheté peu de temps avant en paysage de Caroline du Nord. Toutefois le studio avait conduit une revue minutieuse des lieux de Caroline du Nord pour envisager un tournage sur site.
Le directeur artistique William H. Tuntke a fait construire une maison de type plantation au studio Disney et utiliser d'autres existantes dans les Fox Studios. La ville de Charleston utilise elle les décors de la zone Zorro Street du studio Disney.
L'actrice Eleanor Audley a donné sa voix à la méchante belle-mère de Cendrillon (1950) et à Maléfique de La Belle au bois dormant (1959).

## Diffusion
Le premier épisode a été diffusé le 23 octobre 1959 sur ABC. La diffusion s'est poursuivie le 30 octobre puis quatre épisodes en janvier 1960 avant de finir par deux épisodes en janvier 1961,.

## Analyse
Pour John West la série est excellente même si avec le dernier épisode elle est arrivée clairement au bout du rouleau. L'acteur Leslie Nielsen est parfait dans le rôle-titre.
Pour Steven Watts, la série fait partie des nombreuses productions du studio dans les années 1950-1960 sur le thème de la rébellion face à la « tyrannie britannique » lors de la Guerre de Sécession comme Johnny Tremain (1957) et qui joue sur le patriotisme durant la Guerre froide.

## Adaptations et réutilisations
Le Renard des marais est également apparu en bande dessinée, sous la forme d'histoires complètes dans le magazine Dell Comics ainsi que dans les numéros spéciaux du Journal de Mickey publiés en France durant l'été 1976 à l'occasion du bicentenaire de l'indépendance des États-Unis.
En 2000, dans le film The Patriot, le chemin de la liberté, Mel Gibson interprète un personnage de fiction (le colonel Benjamin Martin), plus ou moins inspiré du Renard des marais.